# Dizoniopsis coppolae
Dizoniopsis coppolae là một loài ốc biển, động vật chân bụng trong họ Cerithiopsidae, được tìm thấy ở European waters, bao gồm the Hy Lạp Exclusive Economic Zone, Portuguese Exclusive Economic Zone, South West bờ biển của Apulia,
and the Spanish Exclusive Economic Zone. Nó được mô tả bởi Aradas, 1870.